# Девушка из Эгтведа

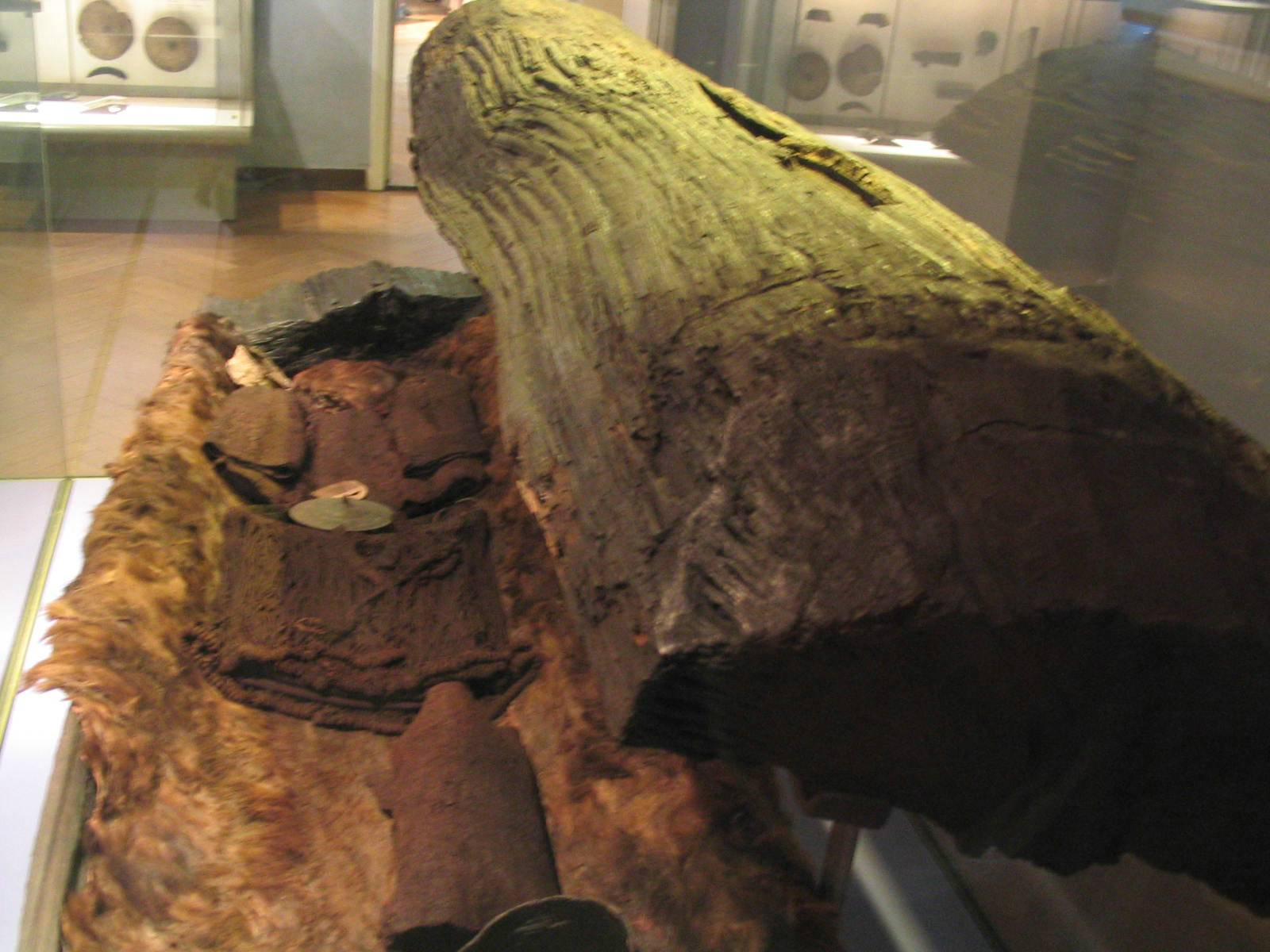
Девушка из Эгтведа в Национальном музее Дании

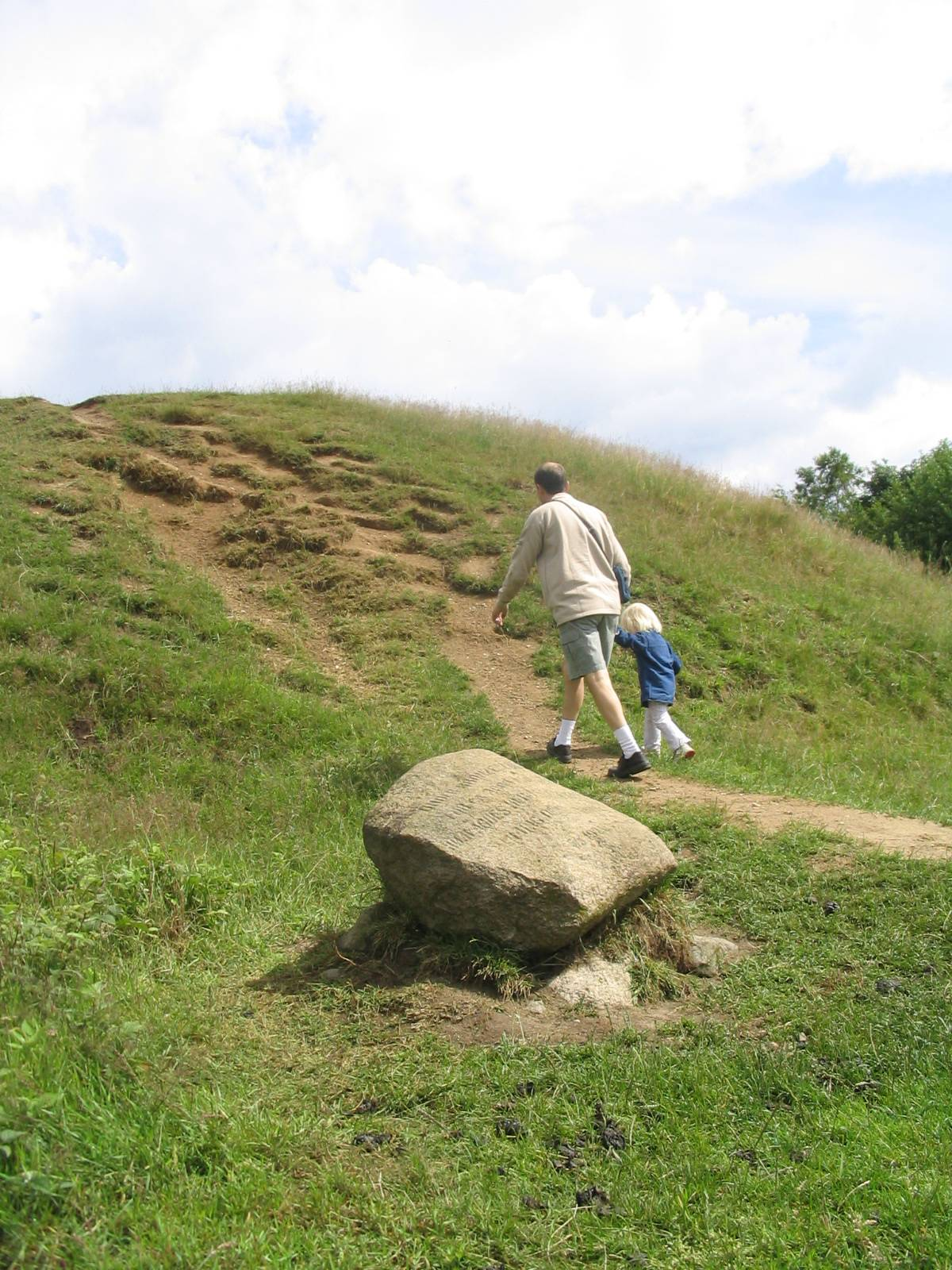
Реконструкция кургана

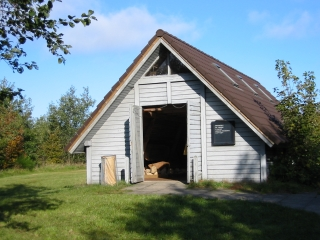
Музей Девушки из Эгтведа

Девушка из Эгтведа — девушка, жившая в Ютландии около 1390—1370 гг. до н. э. (датировка методом дендрохронологии), фрагменты останков которой были обнаружены у пос. Эгтвед (55°37′ с. ш. 9°18′ в. д.), Дания в 1921 году.

## Подробности о находке

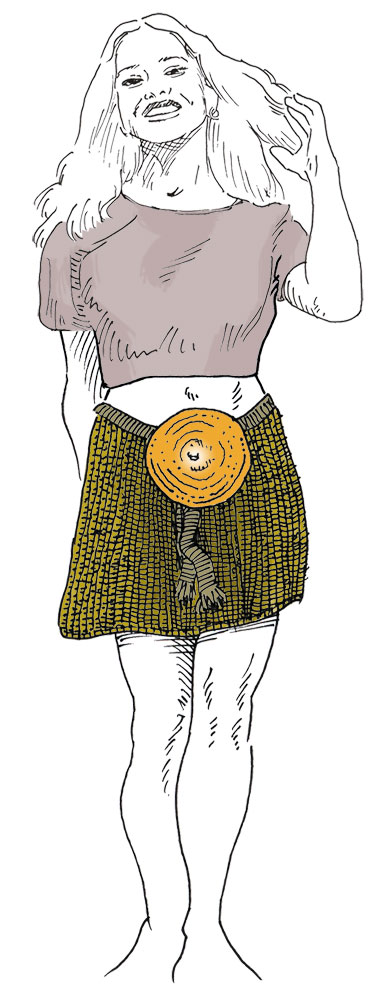
Реконструкция одежды Девушки из Эгтведа

В момент смерти ей было 16—20 лет, она была стройной, ростом 160 см, имела длинные светлые волосы и хорошо подстриженные ногти. Её останки находились в кургане шириной около 30 метров и высотой 4 метра. Раскопки кургана состоялись в 1921 г., и в нём был найден гроб, расположенный по направлению восток-запад. Гроб в герметичном состоянии был доставлен в Национальный музей Дании в Копенгагене, где его открыли и обнаружили в нём останки девушки из Эгтведа.
Она была похоронена в одежде и лежала на воловьей коже. На ней был свободный корсаж с рукавами до локтя, а также короткая юбка. На руках были бронзовые браслеты, на талии — шерстяной пояс с крупным диском, украшенным спиралями и шипом. У её ног лежали кремированные останки ребёнка 5—6 лет. У изголовья лежала небольшая коробка из берёзовой коры, в которой находились шило, бронзовые заколки и сетка для волос.
До того, как гроб был открыт, выяснилось, что покойная была укрыта после смерти одеялом и воловьей шкурой. Сверху были помещены цветущий тысячелистник (что говорит о том, что погребение состоялось летом) и ведро пшеничного пива, изготовленного с мёдом, болотным миртом и брусникой. Наряд девушки — лучше всего сохранившийся экземпляр одежды, распространённой в Северной Европе в бронзовом веке. Хорошую сохранность останков обеспечила болотистая почва, обычная для этих мест.
Согласно новейшим исследованиям зубов и ногтей девушки, а также шерстяных элементов её одежды, девушка была родом из Шварцвальда на юго-западе Германии. Учёные предполагают, что её появление в Дании было связано с торговыми отношениями того времени и выдачей девушки замуж ради их укрепления. За свою недолгую жизнь девушка успела один раз вернуться на родину и вторично приехала в Данию, где вскоре скончалась.